# آناهید ساهاکیان
آناهید آرامائیسی ساهاکیان (ارمنی: Անահիտ Արամայիսի Սահակյան؛ زادهٔ ۸ فوریهٔ ۱۹۶۳) خواننده اهل ارمنستان است که از سال میلادی تا کنون مشغول به فعالیت می‌باشد.

## زندگی‌نامه
وی در ۸ فوریه ۱۹۶۳ در هوویت به دنیا آمد و از کنسرواتوار دولتی کومیتاس ایروان فارغ‌التحصیل گشت. وی برنده جوایزی همچون مدال موسس خورناتسی (۲۰۱۷) است.